# Mount Courtauld
Mount Courtauld ist ein abgerundeter, hauptsächlich vereister und 2105 m hoher Berg nahe der Rymill-Küste im Westen des Palmerlands auf der Antarktischen Halbinsel. Er ragt 15 km östlich des George-VI-Sunds aus einem Gebirgskamm an der Nordseite der Mündung des Naess-Gletschers auf.
Teilnehmer der British Graham Land Expedition (1934–1937) unter der Leitung des australischen Polarforschers John Rymill nahmen 1936 eine erste Vermessung vor. Das UK Antarctic Place-Names Committee benannte ihn 1954 nach dem britischen Arktisforscher Augustine Courtauld (1904–1959), welcher bei den Vorbereitungen zur British Graham Land Expedition behilflich war.